# Avebury (Wiltshire)
Avebury è un villaggio e parrocchia civile nel Wiltshire in Inghilterra. Si trova a circa 8 km ad ovest di Marlborough e a 13 a nord-est di Devizes. Gran parte del paese è circondato dal complesso monumentale preistorico noto anche come Avebury. La parrocchia comprende anche i piccoli borghi di Avebury Trusloe e Beckhampton, e la frazione di West Kennett.

## Preistoria
Il monumento è vasto e si compone di diversi siti più piccoli risalenti a date diverse. Il primo di questi, il  terrapieni, risale ad una data compresa tra il 3400 e il 2625 a.C.. Aggiunte successive includono un henge e diversi cerchi di pietre. A partire dal XIV secolo iniziò lo smantellamento dei cerchi di pietra per bonificare il terreno, per fornire materiale per altri progetti di costruzione o semplicemente per cancellare un monumento pagano. Nel 1648 John Aubrey visitò il sito e trovò la maggior parte delle pietre ancora in piedi o nelle vicinanze:
Nel XVIII secolo William Stukeley visitò il sito e scrisse dell'ulteriore danno che era stato fatto. Nel 1930 l'archeologo  Alexander Keiller rimise a posto molte delle pietre cadute, ripristinando in parte il cerchio e il suo stato originario. Nel 1943 il governo britannico prese possesso del monumento e del villaggio; entrambi sono attualmente amministrati dal  National Trust. Nel 1986 l'UNESCO aggiunse Avebury, insieme a Stonehenge, Silbury Hill e siti locali associati, alla lista dei patrimoni dell'umanità.
Oltre all'Avebury Stone Circle in sé, ci sono numerosi altri siti preistorici di interesse, tra cui West Kennet Long Barrow e West Kennet Avenue, entrambi vicini a West Kennett. Il nome del villaggio è sempre scritto con due 't', mentre i siti archeologici sono generalmente scritti con una.

## Siti religiosi

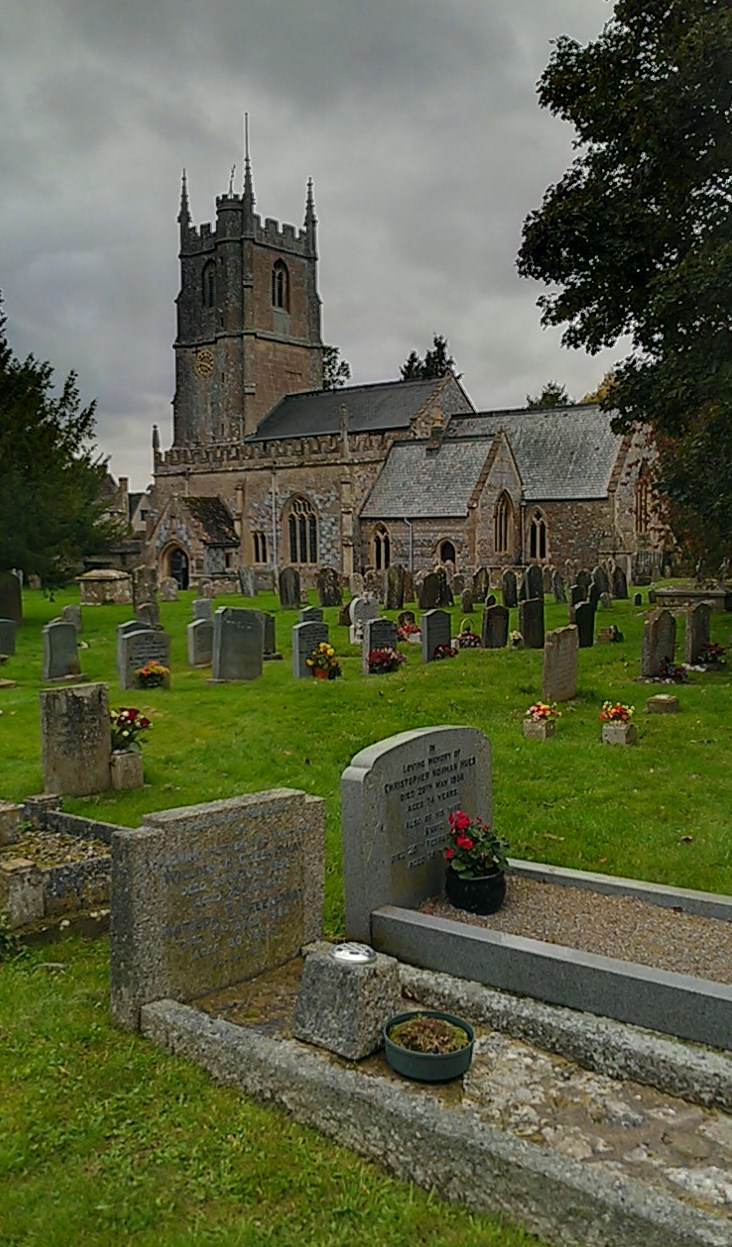
La chiesa anglicana di St. James.

Pevsner descrive la parrocchia anglicana come "archeologicamente insolitamente interessante". Ha una navata dell'XI secolo in stile anglo-sassone della quale rimangono due finestre. Nel XIII secolo la chiesa era dedicata a Tutti i Santi ma oggi la si conosce come Saint James. La chiesa è monumento di Grado I.
Una cappella venne eretta, all'interno del cerchio di pietre, intorno al 1670; venne poi ampliata nel XVIII secolo e poi ancora nel 1830. Nel XX secolo passò alla United Reformed Church e nel 1977 l'edificio venne classificato monumento di Grado II. Nel 2015 non vi si svolgono regolari funzioni e il suo futuro è da determinare.
Una cappella battista venne costruita nel 1873, in sostituzione di una del 1820, ma venne chiusa al culto nel 1953.

## Priorato di Avebury, magione e giardino
La magione e il giardino di Avebury sono sotto la tutela del National Trust.
L'edificio fu costruito intorno al 1557 sul sito di un convento dei benedettini. Il convento era stato fondato nel 1114 come succursale di quello di Saint-Martin-de-Boschervill vicino a Rouen in Normandia. Durante la guerra dei cent'anni contro la Francia, Enrico V aveva abolito tutti i monasteri. Quello di Avebury fu chiuso nel 1411 e le sue proprietà furono donate alla Church of St Mary and All Saints di Fotheringhay che rimase in essere fino alla dissoluzione dei monasteri del XVI secolo.